# بطولة اتحاد غرب آسيا لكرة القدم 2002
بطولة اتحاد غرب آسيا لكرة القدم 2002 أقيمت في العاصمة السورية، دمشق من 30 أغسطس إلى 7 سبتمبر. فازت العراق في المباراة النهائية أمام الأردن 3–2 بعد التأخر بنتيجة 0–2 واللجوء للوقت الإضافي. 6 فرق شاركت في البطولة، العراق، إيران، الأردن، فلسطين، لبنان والبلد المضيف سوريا. وجرى سحب القرعة يوم 13 أغسطس في كوالالمبور، ماليزيا.

## الأماكن
| دمشقبطولة اتحاد غرب آسيا لكرة القدم 2002 (Syria) | دمشق           | دمشق | دمشق |
| دمشقبطولة اتحاد غرب آسيا لكرة القدم 2002 (Syria) | ملعب العباسيين |      |      |
| دمشقبطولة اتحاد غرب آسيا لكرة القدم 2002 (Syria) | السعة: 30,000  |      |      |
| دمشقبطولة اتحاد غرب آسيا لكرة القدم 2002 (Syria) |                |      |      |

## مرحلة المجموعات

### المجموعة الأولى
| الفريق | لعب | ف | ت | خ | أ.له | أ.ع | أ.ف | نقاط |
| ------ | --- | - | - | - | ---- | --- | --- | ---- |
| الأردن | 2   | 2 | 0 | 0 | 2    | 0   | +2  | 6    |
| إيران  | 2   | 1 | 0 | 1 | 2    | 1   | +1  | 3    |
| لبنان  | 2   | 0 | 0 | 2 | 0    | 3   | −3  | 0    |

| الأردن   | 1–0 | إيران |
| -------- | --- | ----- |
| سليم 11' |     |       |

| لبنان | 0–1 | الأردن          |
| ----- | --- | --------------- |
|       |     | محمود شلباية 4' |

| إيران                     | 2–0 | لبنان |
| ------------------------- | --- | ----- |
| نيكبخت 24' · كريمي 90+2'' |     |       |

### المجموعة الثانية
| الفريق    | لعب | ف | ت | خ | أ.له | أ.ع | أ.ف | نقاط |
| --------- | --- | - | - | - | ---- | --- | --- | ---- |
| العراق    | 2   | 2 | 0 | 0 | 3    | 0   | +3  | 6    |
| سوريا (H) | 2   | 1 | 0 | 1 | 2    | 2   | 0   | 3    |
| فلسطين    | 2   | 0 | 0 | 2 | 1    | 4   | −3  | 0    |

| سوريا                       | 2–1 | فلسطين   |
| --------------------------- | --- | -------- |
| إبراهيم 21' · حاج مصطفى 37' |     | لافي 39' |

| فلسطين | 0–2 | العراق               |
| ------ | --- | -------------------- |
|        |     | وهيب 47' · فرحان 69' |

| العراق   | 1–0 | سوريا |
| -------- | --- | ----- |
| كاظم 43' |     |       |

## دور خروج المغلوب

### نصف النهائي
| الأردن                 | 2–1 (ب.و.إ.) | سوريا     |
| ---------------------- | ------------ | --------- |
| سليم 38' · الزبون 118' |              | شحادة 54' |

| العراق                                                                | 0–0 (ب.و.إ.) | إيران                                                                    |
| --------------------------------------------------------------------- | ------------ | ------------------------------------------------------------------------ |
|                                                                       |              |                                                                          |
| ركلات الترجيح                                                         |              |                                                                          |
| أ. عبد الجبار · أبو الهيل · ح. عبد الجبار · محمد · كاظم · أكرم · عباس | 6–5          | نكونام · بختياري زاده · نويدكيا · نصرتي · نيكبخت · بیاتي نیا · عزيز زاده |

### مباراة المركز الثالث
| إيران                                     | 2–2 | سوريا                      |
| ----------------------------------------- | --- | -------------------------- |
| كاملي مفرد 59' · نيكبخت 88'               |     | صاري 15'، 89'              |
| ركلات الترجيح                             |     |                            |
| نكونام · بختياري زاده · نويدكيا · كاظميان | 4–2 | حاج مصطفى · إبراهيم · جبان |

### النهائي
| العراق                                | 3–2 (ب.و.إ.) | الأردن            |
| ------------------------------------- | ------------ | ----------------- |
| فرحان 32' · محمود 89' · ح. محمود 103' |              | شحدة 2' · ذيب 30' |

## البطل
| فائز بطولة اتحاد غرب آسيا لكرة القدم 2002 |
| ----------------------------------------- |
| · العراق · للمرة الأولى                   |

## الإحصائيات

### الهدافون
عدد الأهداف المُسجلة  22 هدفًا  في 10 مباراة، بمتوسط 2.2 هدفًا في المباراة الواحدة.
هدفان
- علي رضا نيكبخت
- رزاق فرحان
- مؤيد سليم
- أنس صاري

هدف
- علي كريمي
- جلال كاملي مفرد
- حيدر محمود
- أحمد كاظم
- علي وهيب
- يونس محمود
- أنس الزبون
- عامر ذيب
- مصطفى شحدة
- محمود شلباية
- فادي لافي
- نهاد حاج مصطفى
- حسن إبراهيم
- رغدان شحادة

## وصلات خارجية
- صفحة البطولة